# Moctezuma (San Luis Potosí)
Moctezuma es una localidad del estado mexicano de San Luis Potosí, cabecera del municipio homónimo.

## Geografía
Se encuentra en la ubicación 22°44′53″N 101°4′52″O / 22.74806, -101.08111, a una altura aproximada de 1700 m s. n. m. La zona urbana ocupa una superficie de 4.75 km².

## Demografía
Según los datos registrados en el censo de 2020, la población de Moctezuma es de 5240 habitantes, lo que representa un crecimiento promedio de 0.92% anual en el período 2010-2020 sobre la base de los 4792 habitantes registrados en el censo anterior. Al año 2020 la densidad poblacional era de 1102 hab/km².
| Gráfica de evolución demográfica de Moctezuma entre 2000 y 2020   |
|                                                                   |
| Fuente: Instituto Nacional de Estadística Geografía e Informática |

En 2020 el 47.1% de la población (2467 personas) eran hombres y el 52.9% (2773 personas) eran mujeres. El 62.5% de la población, (3273 personas), tenía edades comprendidas entre los 15 y los 64 años.
La población de Moctezuma está mayoritariamente alfabetizada, (3.19% de personas mayores de 15 años analfabetas, según relevamiento del año 2020), con un grado de escolaridad en torno a los 8.5 años. Solo el 0.80% de la población se reconoce como indígena. 

El 91.2% de los habitantes de Moctezuma profesa la religión católica.
En el año 2010 estaba clasificada como una localidad de grado medio de vulnerabilidad social. Según el relevamiento realizado, 1832 personas de 15 años o más no habían completado la educación básica, —carencia conocida como rezago educativo—, y 1420 personas no disponían de acceso a la salud.